# 神奈川県立栄養短期大学
神奈川県立栄養短期大学（かながわけんりつえいようたんきだいがく、英語: Kanagawa Prefectural Junior College of Nutrition）は、神奈川県横浜市保土ケ谷区桜ケ丘2-43-1に本部を置いていた日本の公立大学である。1953年に設置され、2004年に廃止された。大学の略称は栄短、栄大。

## 概要

### 大学全体
- 神奈川県横浜市保土ケ谷区に所在した日本の公立短期大学で[2][3]、設置主体は神奈川県。
- 1学科体制で且つ入学定員80名体制[4]で1953年に開学した[5][6]。
- 入学定員の変更はあったものの学科数に増減はなし。
- 2002年の入学生を最後[注釈 1]に短期大学としての使命を終えた。

### 教育および研究
- 神奈川県立栄養短期大学は開学以来、栄養士養成に力をいれていた。同時に管理栄養士試験対策には実績があり、1998年・99年に至っては国家試験合格者が全国でトップクラスとなっていた[7]。
- 栄養士ほか中学校教諭(保健)の養成も行っていた[8]。
- 栄養士養成課程は昼間部のみであるため、他の大学を卒業したり、一旦社会人になった者が入学してくる例が多かった。

### 学風および特色
- 神奈川県立栄養短期大学では、食生活改善研究所なる研修会組織が設けられていた[9]。
- 共学だったが、女子学生の方が圧倒的に多いものとなっていた。

## 沿革
- 1945年
  - 4月1日 左記を以て設置された神奈川県立栄養専門学院を源流とされる[10][11]。
- 1953年
  - 1月31日 左記を以て文部省[注 1]より短期大学の設置が認可される[12]。
  - 4月1日 左記を以て神奈川県立栄養短期大学が以下の学科体制にて開学する[13]。
    - 栄養科[注 3]
- 1955年
  - 3月15日 左記を以て神奈川栄養短期大学（かながわえいようたんきだいがく）に名称変更[16]。
- 1956年 入学定員80→100に増員[17]。
- 1961年
  - 2月1日 左記を以て開学当初の学名神奈川県立栄養短期大学となる[18][19]。以後、校名変更なし。
- 1966年 栄養科を食物栄養科に変更し、入学定員100→135に増員する[20][注 5]。
- 2002年 最後の学生募集となる[22][23][注釈 1]。
- 2004年
  - 3月29日 左記を以て廃止[24][25]。

## 基礎データ

### 所在地
- 神奈川県横浜市保土ケ谷区桜ヶ丘2-43-1[注 6]

## 教育および研究

### 組織
- 食物栄養科

#### 専攻科
- なし

#### 別科
- なし

#### 取得資格について
資格
- 栄養士：1953年7月16日、厚生省[注 7]告示第240号にて附与される。この資格を取得することが卒業の前提とされていた。

教職課程
- 中学校教諭二種免許状（保健）が概ね1998年度入学生まで設けられていた[27]。なお、当初は同教科の高等学校教諭免許状も設置されていた[28][29][30]。

### 研究
- 『神奈川県立栄養短期大学紀要』[31]

## 学生生活

### 部活動・クラブ活動・サークル活動
- 神奈川県立栄養短期大学で活動していたクラブ活動。
  - 体育系：ソフトボール・アーチェリーなどがあった。
  - 文化系：ギター･調理などがあった。

### 学園祭
- 神奈川県立栄養短期大学の学園祭は例年、11月に行われていた[32]。

## 大学関係者と組織

### 大学関係者組織
- 神奈川県立栄養短期大学には同窓会組織があり、学風および特色の欄にもあるように、管理栄養士試験対策なる研究会を催している[注 8]。

### 大学関係者一覧
歴代学長
- 鈴木忠義

## 施設

### キャンパス
- 交通アクセス：JR横須賀線保土ケ谷駅より横浜市営バスを利用することになっていた。最寄りのバス停留所は｢栄養大学前｣であった[1]。
- 設備：図書館ほか。ちなみに図書館は、一般県民の利用も可能となっていた[9]。

### 寮
- 神奈川県立栄養短期大学には学生寮はなく、遠隔地出身者は基本的にアパートやマンションなどを利用することになっていた。

## 対外関係

### 系列校
- 神奈川県立衛生短期大学
- 神奈川県立外語短期大学

## 社会との関わり
- 1979年度より大学公開講座を行っていた。

## 卒業後の進路について

### 編入学･進学実績
- 東京農業大学ほか[33]